# Conséquences politiques de l'ouragan Katrina
À la suite du passage de l’ouragan Katrina sur la région de La Nouvelle-Orléans, des milliers de personnes qui n'avaient pas fui la ville restent isolés dans la ville, parfois sur des toits pendant plusieurs jours. Dans d'autres villes, des personnes sont restées sans aide extérieure près d'une semaine après la tempête.
Le président George W. Bush a été vivement critiqué pour la lenteur des secours. 
Par ailleurs, il apparaît que ce sont les habitants les plus modestes qui ont été touchés le plus durement par la catastrophe, soit parce qu'ils n'ont pas pu fuir, soit parce que leur domicile était moins résistant ou qu'ils n'ont pas eu les moyens de le protéger.
La reconstruction de La Nouvelle-Orléans comporte donc des enjeux importants, en particulier en ce qui concerne la recomposition sociale et ethnique de la ville.